# Paspalum rupium
Paspalum rupium är en gräsart som beskrevs av Stephen Andrew Renvoize. Paspalum rupium ingår i släktet tvillinghirser, och familjen gräs. Inga underarter finns listade i Catalogue of Life.